# Islam i Bulgarien

Muslimer i Bulgarien som del av befolkningen (2011).

Den muslimska befolkningen i Bulgarien, som omfattar turkar, muslimska bulgarer, romer och tatarer, bor mestadels i nordöstra Bulgarien och i Rodopebergen. Enligt folkräkningen från 2001 var det totala antalet muslimer i landet då 966 978, motsvarande  12,2 procent av befolkningen. Efter kriteriet etnisk grupp var de uppdelade som följer:
- turkar - 713 000,
- bulgarer - 131 000,
- romer - 103 000,
- övriga - 20 000,

De flesta bulgariska muslimerna är sunnimuslimer, eftersom sunniislam var den typ av islam som förespråkades av osmanerna under deras femhundraåriga styre i Bulgarien. Shiagrupper som kisilbaschi och bektashi finns emellertid också. Omkring 80 000 shiitiska muslimer bor mestadels i områdena Razgrad, Sliven och Tutrakan (nordöst om Ruse). De är mestadels ättlingar till bulgarer som konverterade till islam för att undvika förföljelse från osmanerna men valde en shiitisk grupp på grund av dess större tolerans mot olika nationella och religiösa sedvänjor. Exempelvis kunde kisilbaschi-bulgarer upprätthålla de ortodoxa sederna nattvard, bekännelse och helgonvördnad. Detta inlemmande av ortodoxa sedvänjor med islam gav upphov till en sorts synkretism som endast återfinns i Bulgarien. 
1987 hade muslimerna i Bulgarien 1267 moskéer som betjänades av 533 chodzji, religiösa församlingsledare. Den muslimska hierarkin leddes av en högsta mufti och åtta regionala muftier, uttolkarer av muslimsk lag, alla tillsatta för fem år. Den största moskén i Bulgarien var Tumbulmoskén i Sjumen som byggdes 1744. 
Bulgariska muslimer utsattes för särskild förföljelse under de senare åren av Todor Zjivkovs regim. Detta berodde delvis på att den ortodoxa kyrkan traditionellt såg dem som utlänningar, även om de var etniska bulgarer. De bulgariska kommunistregimerna hävdade att traditionell muslimsk tro var diametralt motsatt kommunistiska och bulgariska uppfattningar. Med detta rättfärdigade man förtryck av muslimsk tro och anpassning av muslimer till det övriga samhället som en del av klasskampen och den ideologiska kampen.
Liksom utövare av andra trosriktningar fick muslimerna i Bulgarien större frihet efter Zjivkovregimens fall (1989). Nya moskéer byggdes i många städer och byar; en by byggde en ny kyrka och en ny moské bredvid varandra. En del byar organiserade koranstudier för ungdomar (studium av Koranen hade varit helt förbjudet under Zjivkov). Muslimer började också publicera en egen tidning, Miusiulmani, på både bulgariska och turkiska.